# Militärärzte der Preußischen Armee
Zahl und Ränge der Militärärzte der Preußischen Armee wuchsen mit der Heeresvermehrung im Zuge der deutschen Einigungskriege und der deutschen Reichsgründung.

## Rang und Einkommen

### 1828
| Ärztliche Charge | Vergleichsrang  | Jahresgehalt (Taler) | Anzahl |
| ---------------- | --------------- | -------------------- | ------ |
| Generalstabsarzt | Oberst          | 2500                 | 1      |
| Generalarzt      | Major           | 1500                 | 4      |
| Oberstabsarzt    | Major Hauptmann | 1200 1000            | 15 76  |
| Stabsarzt        | Premierleutnant | 600                  | 10     |
| Bataillonsarzt   | Secondeleutnant | 500 400              | 24 12  |
| Kompaniechirurg  | ./.             | 110                  | 821    |

### 1868
| Ärztliche Charge | Vergleichsrang                  | Jahresgehalt (Taler) | Anzahl     |
| ---------------- | ------------------------------- | -------------------- | ---------- |
| Generalstabsarzt | Generalmajor                    | 3000                 | 1          |
| Generalarzt      | Oberstleutnant                  | 1800                 | 14         |
| Oberstabsarzt    | Major Hauptmann                 | 1300 1100            | 52 155     |
| Stabsarzt        | Hauptmann                       | 800 600 500          | 70 107 140 |
| Assistenzarzt    | Premierleutnant Secondeleutnant | 360 300              | 226 397    |
| Unterarzt        | Portepee-Unteroffizier          | ?                    | 415        |

### 1874
| Ärztliche Charge | Vergleichsrang      | Jahresgehalt (Mark) | Anzahl |
| ---------------- | ------------------- | ------------------- | ------ |
| Generalstabsarzt | Generalmajor        | 9000                | 1      |
| Generalarzt      | Generalmajor Oberst | 7800 6600           | 4 12   |
| Oberstabsarzt    | Major               | 4800 3600           | 58 186 |
| Stabsarzt        | Hauptmann           | 2160                | 337    |
| Oberarzt         | Oberleutnant        | 1080                | 251    |
| Assistenzarzt    | Leutnant            | 900                 | 432    |
| Unterarzt        | Fähnrich            | ?                   | ?      |

### 1909
| Ärztliche Charge | Vergleichsrang  | Jahresgehalt (Mark) | Anzahl |
| ---------------- | --------------- | ------------------- | ------ |
| Generalstabsarzt | Generalleutnant | 13.554              | 1      |
| Obergeneralarzt  | Generalmajor    | 10.260              | 5      |
| Generaloberarzt  | Oberstleutnant  | 6552                | 70     |
| Oberstabsarzt    | Major           | 6552                | 379    |
| Stabsarzt        | Hauptmann       | 5100 4600 3400      | 528    |
| Oberarzt         | Oberleutnant    | 2400 2100           | 913 1  |
| Assistenzarzt    | Leutnant        | 1700                |        |
| Unterarzt        | Fähnrich        | ?                   | ?      |

1 incl. Assistenzärzte

## Uniformen
Seit 1851 trugen die 1808 in den Offiziersrang erhobenen Militärärzte Preußens den einreihigen blautuchenen Waffenrock mit rotem Vorstoß am dunkelblauen Kragen und an den Armaufschlägen, graue Tuchhose mit karmesinroten Streifen. Die Epauletten zierten Kranz und silberschwarze Tresse auf dunkelblauer Unterlage (Apotheker: kornblumenblau). Litzen auf dem Kragen und Sterne auf den Epauletten waren Dienstgradabzeichen. Militärärzte trugen den untergeschnallten Degen mit Portepee, jedoch nicht die den Truppenoffizieren vorbehaltene Schärpe. Als Kopfbedeckung den Helm mit Spitze oder eine blaue Tuchmütze mit roter Paspelierung. Ab Februar 1868 wurde von den preußischen Militärärzten als Branchenabzeichen ein goldener Äskulapstab auf Epaulette und Schulterstück geführt. Dies galt auch für die Schulterklappen der Unterärzte und Feldunterärzte, die im Übrigen mit der in Landesfarben durchzogenen Silbertresse der Offizierspassanten oben und seitlich eingefasst waren.